# Sawari Jawharnagar
Sawari Jawharnagar es una ciudad censal situada en el distrito de Bhandara en el estado de Maharashtra (India). Su población es de 8770 habitantes (2011). Se encuentra muy cerca del río Wainganga.

## Demografía
Según el censo de 2011 la población de Sawari Jawharnagar era de 8770 habitantes, de los cuales 4442 eran hombres y 4328 eran mujeres. Sawari Jawharnagar tiene una tasa media de alfabetización del 90,70%, superior a la media estatal del 82,34%: la alfabetización masculina es del 93,79%, y la alfabetización femenina del 87,64%.